# یحیی کرابی
یحیی کرابی (۷۵۳–۷۵۹ ق) از امیران سربداران بود. ولی فردی دیندار، پرهیزکار، شجاع، عادل و از نزدیکان امیرمسعود بود که اصلش از روستای کرابِ بیهق بود. وی پس از قتل شمس الدین علی، به رهبری دولت سربداران برگزیده شد و فرماندهی سپاه را به حیدر قصاب داد. او توانست ولایت طوس را از گماشتگان ارغنون شاه پس بگیرد. یحیی، همواره پیروان شیخ حسن را احترام می‌کرد و در برقراری عدالت و اجرای مساوات میان مردم می‌کوشید.
مهم‌ترین اقدام، پایان دادن به حکومت طغای تیمور بر گرگان و مازندران بود و توانست با اطلاع از نیرنگ طغای تیمور مبنی بر نوشتن پیمان صلح در اردویش، قبل از اقدام طغای بر آنان حمله برد و او را همراه بسیاری از مغولان بکشد و غنایم بی شماری به دست آورد. وی پس از چندی به دست علاء الدوله برادر زن خود، در سبزوار به قتل رسید.
| جانشین: یحیی کرابی | حاکم سربداران ۱۳۴۷ تا ۱۳۴۸ میلادی | حاکم پیشین: شمس الدین علی |